# Wieliczka
Wieliczka [vʲɛˈlʲiʧka] (deutsch Groß Salze) ist eine Stadt im Powiat Wielicki der Woiwodschaft Kleinpolen in Polen; ca. zehn Kilometer südöstlich von Krakau gelegen. Sie ist Sitz der gleichnamigen Stadt-und-Land-Gemeinde mit etwa 57.500 Einwohnern.
Das Salzbergwerk Wieliczka und das Salzgrafenschloss gehören zum Weltkulturerbe der UNESCO.

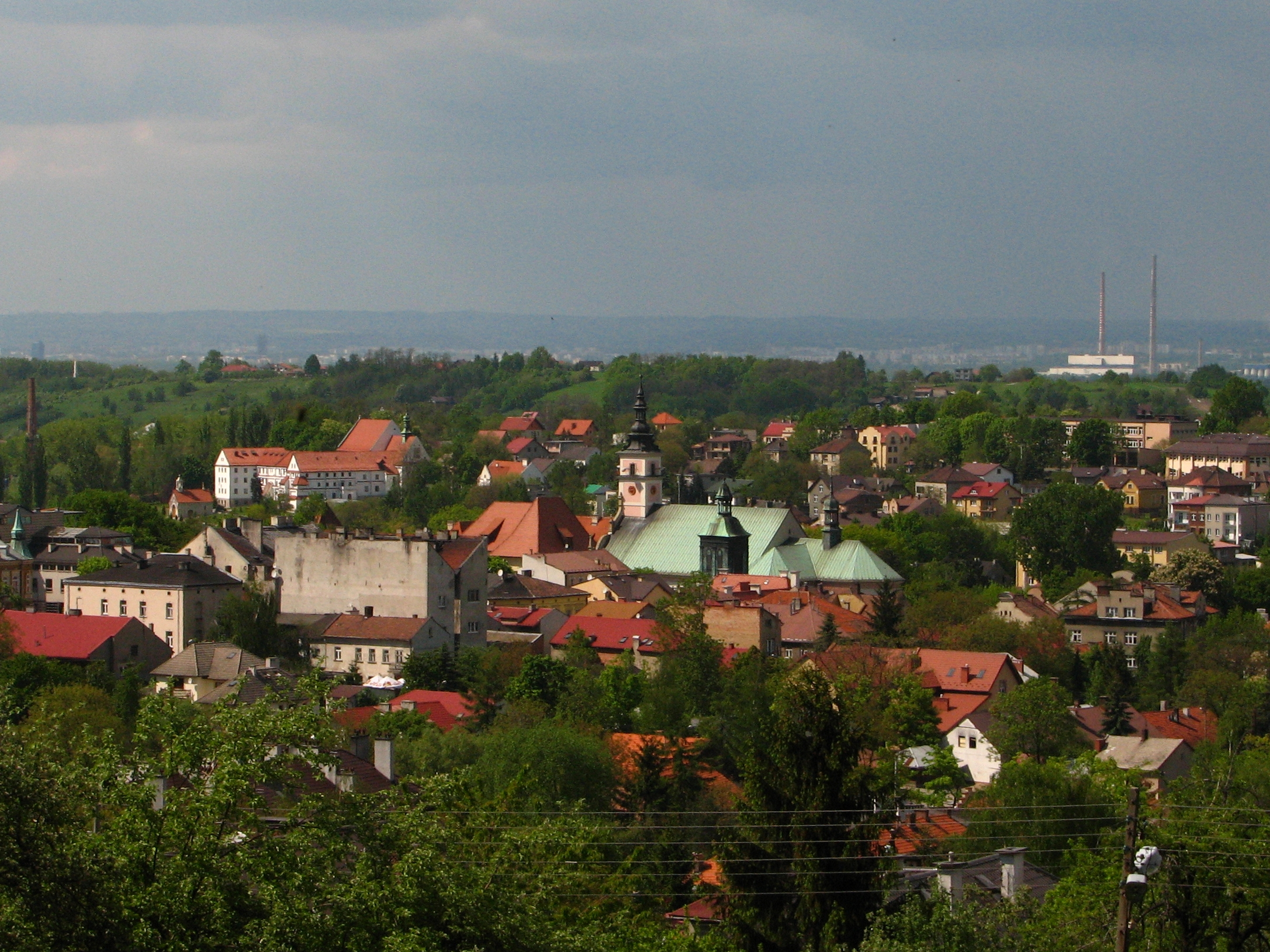
Blick auf das Stadtzentrum (2008)

## Geographie
Die Stadt liegt an der Grenze vom Pogórze Wielickie und Sandomirer Becken, auf der Höhe von 224 bis 361,8 Metern. Wieliczka, eine Satellitenstadt von Krakau (der Krakauer Hauptmarkt ist 13 km nordwestlich), grenzt an die Hauptstadt der Woiwodschaft im Westen (Stadtbezirk Swoszowice) und im Nordwesten (Stadtbezirk Bieżanów-Prokocim). Außerdem sind die Nachbarorte Czarnachowice, Śledziejowice und Zabawa im Norden, Lednica Górna im Osten, Grabówki, Siercza und Rożnowa im Süden.

## Geschichte

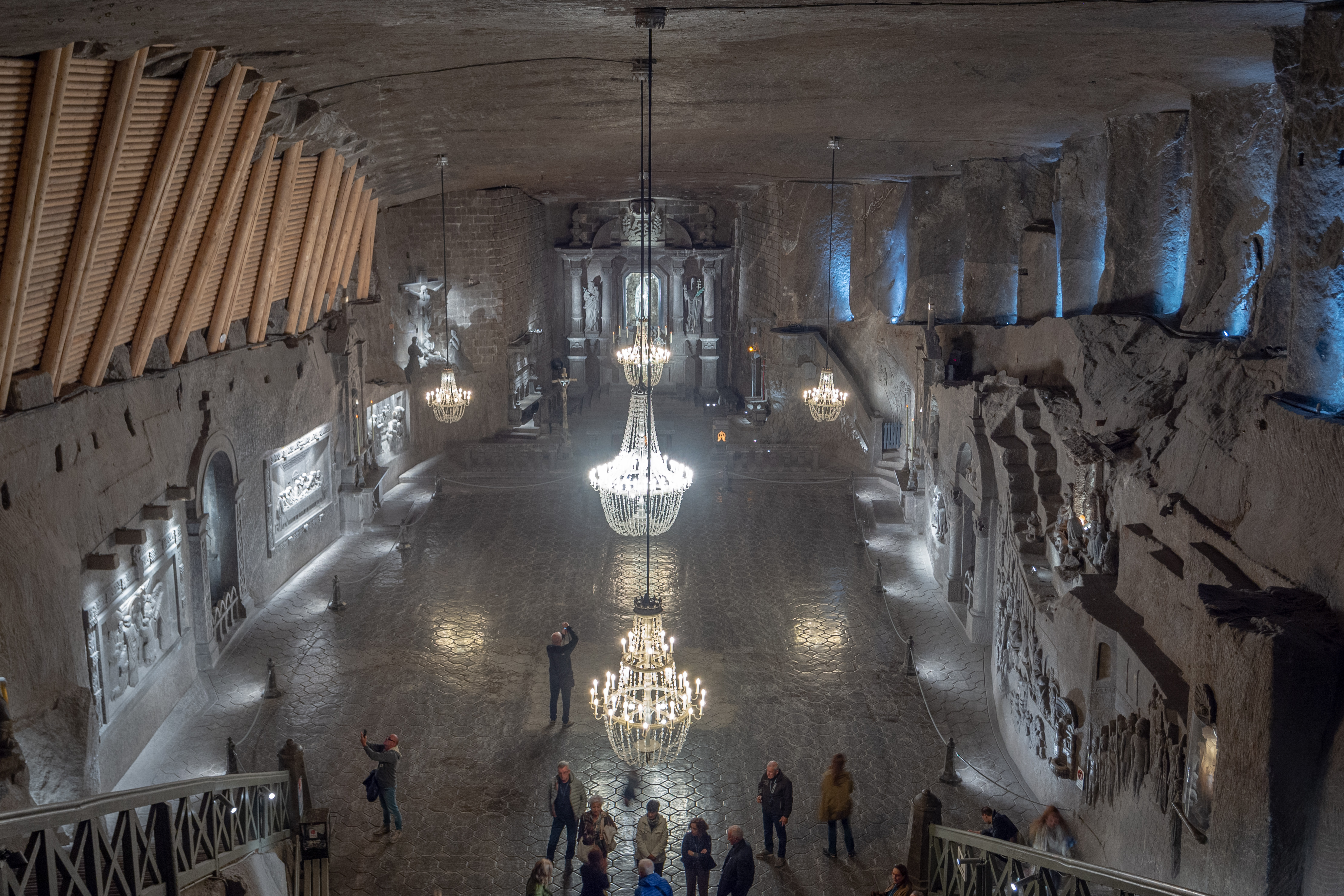
Kapelle im Salzbergwerk Wieliczka (−96,5 m)

### Bis 1772
Salz wurde dort wahrscheinlich schon von Kelten gefördert. Im 9. Jahrhundert gab es eine Salzhütte. Die Bedeutung der Siedlung stieg unter Kasimir I. Karl, dem Herzog von Polen in der Mitte des 11. Jahrhunderts.
Der Marktort mit vier Wirtshäusern wurde in einem Dokument von Gilo von Paris (wahrscheinlich aus den Jahren 1123–1125) als „ad magnum Sal[em]“ (= „beim großen Salz“) sowie im 1229 erschienenen Päpstlichen Bulle als „de magno Sals“ (= „vom großen Salz“) erwähnt. Im 11. und 12. Jahrhundert sammelte sich die unregelmäßige Siedlung in der Nähe des Flüsschen Srawa (Serafa) in drei Punkten: im heutigen Stadtzentrum (um die St.-Klemens-Kirche), um die vergangene Heiligkreuzkirche im heutigen Mickiewicz-Park (10. bis 11. Jhr.), in Mierz(i)ączka (nordöstlich der Stadtmauer, im 17. Jahrhundert eine Konkurrenzstadt von Wieliczka). Salz wurde intensiv in der Nähe der heutigen Straßen Daniłowicza und Dembowskiego gefördert, einschließlich Halit ab der zweiten Hälfte des 13. Jahrhunderts.
Der lateinische Name wurde bis zum 15. Jahrhundert benutzt. Der polnische Name tauchte im Jahr 1335 als Weliczka und ist abgeleitet von Wielka Sól (= „großes Salz“, nur in den königlichen Privilegien benutzt) – der Übersetzung von Magnum Sal. Für einige Jahrzehnte wurde auch der deutsche Name Grosssalce im Mittelalter (deutsche Bergleute wanderten dort schon vor der deutschrechtlichen Anlegung der Stadt ein) benutzt, aber der lange aufgegebene Name wurde erst nach 1772 teilweise wiederherstellt.
Die Stadt erhielt 1290 das fränkische Stadtrecht durch Herzog Przemysl von Krakau und Sandomir verliehen und war königliche Bergstadt. 1361 erhielt Wieliczka von Kasimir dem Großen das Magdeburger Recht und unterstand dem Obersten Gericht der sechs kleinpolnischen Städte in Krakau. Das Salzhandelsprivileg beinhaltete den direkten Einkauf auf der Saline und den Verkauf auf den Märkten in Krakau und Auschwitz, es führte zum Reichtum der Stadt und ihrer Bürger. In dieser Zeit hatte Wieliczka etwa 1000 Einwohner. In der Stadt blühte das Handwerk auf, zu seinem Schutz vor Konkurrenz verbot der König Sigismund II. August Ausländern und Juden den Zuzug in die Stadt, deswegen entwickelte sich im Norden des Dorfs Siercza, südwestlich von Wieliczka eine kleine, jüdische Siedlung Klasno.
Am Ausgang des 16. Jahrhunderts war die Blütezeit der Stadt beendet. Ursache dafür waren zum einen die zerrütteten politischen Verhältnisse in Polen, aber auch durch ungenügende Sicherung der Bergwerke verursachte Bergschäden und Tagebrüche. Insbesondere der Brand des Bonerschachtes von 1644 bis 1646, bei dem 20 Bergleute ums Leben kamen, führte durch das Zusammenfallen des Schachtes zu großen Schäden in der Stadt. Der Erste Nordische Krieg führte zur Verarmung der Stadt durch Militärdurchzüge, infolge von Seuchen dezimierte sich die Zahl der Einwohner auf 500. Alle weiteren Versuche der polnischen Könige, der Stadt durch weitere Privilegien wieder aufzuhelfen, waren erfolglos.

### 1772 bis 1945
Infolge der Ersten Teilung Polens von 1772 gelangte Wieliczka zu Österreich, die alten Privilegien wurden aufgehoben, die Selbstverwaltung aufgelöst und Deutsch zur Amtssprache erklärt. Mit der Öffnung der Saline für den Besucherverkehr wurde auch deren Weltruhm begründet.
In den Jahren 1773 bis 1785 wurde Wieliczka zum Sitz eines Kreises in Galizien. In den Jahren 1784 bis 1785 bauten die Österreicher eine Chaussee von Josefstadt durch Wieliczka nach Gdów. Am südlichen Ufer des Wegs östlich von Wieliczka, wurde der Grund der verstaatlichten Brauerei in Lednica Dolna im Zuge der Josephinischen Kolonisation von einem Dutzend deutsch-lutherischen Familien aus Thüringen besiedelt, dadurch entstand Lednica Niemiecka (Deutsch Lednica). Damals entwickelte sich auch die jüdische Vorstadt Klasno sehr stark. Nach der Verlegung des Sitzes des Kreises wurde die Stadtentwicklung wieder eingeschränkt.
In der Zeit des Herzogtums Warschau war die Stadt von 1809 bis 1813 gemeinsamer Besitz Österreichs und des Königs Friedrich August I. von Sachsen. Zur Regelung der speziellen Verhältnisse mit Österreich hatte der sächsische König den späteren Oberberghauptmann Sigismund August Wolfgang von Herder nach Krakau gerufen, der für seine Arbeiten zur Wiederaufbauhilfe des Bergbaus in Kleinpolen in den Freiherrnstand erhoben wurde. Jedoch konnte bezüglich Wieliczka auch Herder nicht viel erreichen, weil Österreich sämtliche Verhandlungen gekonnt verzögerte.
Zu Beginn des 19. Jahrhunderts begann der Kurbetrieb in Wieliczka, als Feliks Boczkowski die Heilwirkung der Salzsole erkannte.
Mit Errichtung des Königreiches Galizien und Lodomerien im Jahre 1867 wurde Wieliczka Kreisstadt und Sitz des Starosten, und die Stadt erlebte einen kurzen kulturellen und gesellschaftlichen Aufschwung. Im Jahre 1877 wurde die Oberstadt durch einen Stadtbrand zerstört. Die Situation der Stadt verschlechterte sich rapide. Als die Stadt 1918 zum wiedererrichteten Polen kam, war sie völlig verkommen und verarmt. Ein weiterer Niedergang geschah 1932 durch die Aufhebung des Stadtkreises Wieliczka und die Schließung der Bergschule.
1934 wurden die Gemeinden Lednica Dolna, Lednica Niemiecka und Klaso nach Wieliczka eingemeindet.
Während der deutschen Besetzung im Zweiten Weltkrieg hatte die Stadt mehr als 9800 Einwohner und wurde in Groß Salze umbenannt. Im Jahr 1942 wurden die Juden aus dem Stadtteil Klasno deportiert.

### Nach 1945
Nach 1945 erlebte Wieliczka aufgrund seiner Lage in der Umgebung Krakaus einen großen Bevölkerungszuwachs, und es entstanden neue Stadtviertel. 1959 wurde die Stadt als für den Tourismus bedeutsam anerkannt und 1971 zum Kurort aufgewertet. 1978 erklärte die UNESCO das Salzbergwerk zu einem der zwölf schützenswertesten Weltkulturgüter.
Seit 1990 wurde vor allem die bis dahin mangelhafte Infrastruktur (Kanalisation, Schulen, Wasser-, Strom- und Gasversorgung) ausgebaut. 1992 kam es durch einen Wassereinbruch im Bergwerk zu einem Tagesbruch am Bahnhof und dem Kloster; durch eine Rettungsaktion konnten das Bergwerk und das Kloster gesichert werden. 1995 wurde die Reliquie der Franziskus von Assisi-Kirche, das Bildnis der Heiligen Maria Gnadenvoll, dem Wunder zugesprochen werden, in einer großen Feier mit päpstlichen Kronen versehen.
Am 30. und 31. Juli 2016 fand auf einem Feld am Stadtrand der Abschluss des Weltjugendtages 2016 statt. Papst Franziskus feierte hier mit mehr als zwei Millionen Teilnehmern die Vigil und die Abschlussmesse des Jugendtreffens.

## Gemeinde
Zur Stadt-und-Land-Gemeinde gehören neben der Stadt Wieliczka weitere Dörfer mit 29 Schulzenämtern.

### Gemeinde- und Städtepartnerschaften
- Bergkamen, Deutschland (1995)
- Saint-André-lez-Lille, Frankreich (1996)
- Sesto Fiorentino, Italien (2003)
- Litovel, Tschechien (2005)

## Verkehr
Seit dem 14. Dezember 2014 betreibt die 2013 gegründete Firma Koleje Małopolskie eine Regionalzugverbindung nach Kraków Główny (Krakau Hauptbahnhof).

## Persönlichkeiten

### Söhne und Töchter der Stadt
- Tadeusz Ajdukiewicz (1852–1916), Porträt-, Genre- und Militärmaler
- Władysław Skoczylas (1883–1934), Maler, Grafiker, Holzschneider, Bildhauer und Pädagoge
- Lena Küchler-Silberman (1910–1987), polnische Akteurin des Jüdischen NS-Widerstands
- Adam Musiał (1948–2020), Fußballspieler und -trainer
- Zbigniew Janus (* 1964), Leichtathlet
- Artur Szpilka (* 1989), Boxer

### Ehrenbürger
- Kazimierz Gałecki (1863–1941), Politiker und Diplomat
- Franciszek Macharski (1927–2016), Kardinal und emeritierter Erzbischof von Krakau
- Tadeusz Piekarz (1941–2005), Woiwode

### Weitere Persönlichkeiten mit Bezug zu Wieliczka
- Johann Anton Seeling (1743–1822), Bergbeamter und Mineraloge, k. k. Bergrat
- John Gottowt (1881–1942), Schauspieler und Regisseur für Theater und Stummfilm
- Józef Koffler (1896–1944), Komponist, Musikpädagoge und Musikjournalist